# Villarino (município)
Villarino é um partido (município) da província de Buenos Aires, na Argentina. Possuía, de acordo com estimativa de 2019, 35.834 habitantes.